# Otto Muck
Otto Muck (Vienna, 26 dicembre 1928 – Innsbruck, 17 maggio 2024) è stato un presbitero, teologo, filosofo e accademico austriaco dell'Ordine dei Gesuiti. Rettore dell'Università di Innsbruck, fu uno degli esponenti del tomismo trascendentale.

## Biografia
Otto Muck fu arruolato nell'Aeronautica militare all'età di 15 anni. Dopo il suo rilascio e il suo ritorno a Vienna, nel 1946 fu in grado di matura. Dal 1947 al 1951 studiò filosofia, matematica e fisica all'Università di Vienna, laureandosi nel 1951 con un dottorato (Dr. phil.) in filosofia e matematica come seconda materia.
Entrò nella Compagnia di Gesù nel 1951, completando il noviziato a St. Andrä, in Carinzia. Dal 1953 al 1955 studiò filosofia scolastica al Collegio Berchmans di Pullach, dove conseguì la licenza in filosofia. Poi nel 1955 si iscrisse a teologia all'Università di Innsbruck dove quattro anni dopo conseguì la relativa licenza. 
Nel 1958 fu ordinato sacerdote nella Chiesa dei Gesuiti di Innsbruck. Nel 1960 e nel 1961 svolse un tirocinio a Port Townsend, negli Stati Uniti, per completare la sua formazione religiosa. Dal 1962 in poi fu come docente universitario e conseguì l'abilitazione all'insegnamento accademico in filosofia cristiana. Nel 1966, Muck fu nominato professore associato di filosofia cristiana presso la Facoltà di Teologia dell'Università di Innsbruck. 
Nell'estate del 1968 fu professore ospite presso la Fordham University di New York. Successivamente, fu chiamato come professore ospite presso il Milltown Institute of Theology and Philosophy (allora chiamato "Milltown Park") a Dublino e presso l'Universidad Pontificia de México a Città del Messico.
Dal 1966 al 1969 e dal 1970 al 1979, padre Muck fu rettore del Seminario Internazionale Canisianum e, dal 1969 al 1973, fu rettore del Collegio dei Gesuiti di Innsbruck. Fu un pastore molto apprezzato per tutta la sua vita.
Dal 1971 al 1997 fu professore ordinario di Filosofia cristiana all'Università di Innsbruck, dove dal 1959 si occupò dei corsi di formazione teologica per corrispondenza. Fu decano della Facoltà di Teologia dal 1969 al 1970 e rettore dell'ateneo dal 1975 al 1977. Fu anche membro della Commissione teologica della Conferenza episcopale austriaca.
L'insegnamento e i suoi interessi di ricerca si concentrarono sui fondamenti scientifico-teorici della metafisica, sulla filosofia trascendentale neotomista e sul dialogo ideologico.
Otto Muck fu membro delle associazioni ÖKV A.K.V. Aggstein zu Wien, A.K.V. Tirolia Innsbruck e K.St.V. Rhenania Innsbruck. Presso la Rhenania e la Tirolia assunse il ruolo di cappellano.
Suo fratello maggiore Herbert Muck fu uno storico dell'arte e professore all'Accademia di belle arti di Vienna.

## Premi e onorificenze
Otto Muck fu insignito di numerose onorificenze, tra cui:
- Premio Cardinale Innitzer (1963);
- Grande decorazione d'onore in argento per i servizi resi alla Repubblica d'Austria;
- Decorazione d'onore della Provincia del Tirolo;
- Croce al merito della Città di Innsbruck.

## Scritti (selezione)
- in collaborazione con Emerich Coreth (autore, curatore), Johann Schasching (autore): Aufgaben der Philosophie. 3 Versuche (= Philosophie und Grenzwissenschaften, Band 9, Teil 2), Innsbruck: Rauch 1958.
- Die transzendentale Methode in der scholastischen Philosophie der Gegenwart, Innsbruck: Rauch 1964.
- Christliche Philosophie (= Berckers theologische Grundrisse, Band 3), Kevelaer 1964.
- William D. Seidensticker (Übersetzung): The transcendental Method, New York: Herder and Herder 1968, (englische Übersetzung von: Die transzendentale Methode in der scholastischen Philosophie der Gegenwart).
- Philosophische Gotteslehre. 1. Aufl., Düsseldorf 1983, 2. Aufl. 1990 (= Leitfaden Theologie, Band 7), ISBN 3-491-77901-4.
- Otto Muck (Hrsg.): Sinngestalten. Metaphysik in der Vielfalt menschlichen Fragens. Festschrift für Emerich Coreth. Innsbruck/Wien 1989 (Bibliogr. E. Coreth S. 389–408). Tyrolia 1989, ISBN 3-7022-1697-9.
- Winfried Löffler (Hrsg.): Rationalität und Weltanschauung. Philosophische Untersuchungen, Innsbruck/Wien 1999 (enthält bereits anderweitig publizierte Beiträge und Artikel von Otto Muck, sowie auf S. 481–488 eine Bibliographie), ISBN 3-7022-2257-X.